# Cocina muisca
 La cocina muisca describe la comida y las preparaciones que elaboraban los muiscas. Los muisca eran una civilización avanzada que habitaba los Andes colombianos (Altiplano Cundiboyacense) antes de la conquista española de los muisca en los años 1530. Su dieta y cocina consistían en mucha fauna y flora endémica de Colombia.
El principal producto de los muisca era el maíz. La ventaja del maíz era que podía cultivarse en las diversas zonas climáticas del territorio muisca.Era la base de su dieta y el principal ingrediente para preparar la chicha, una bebida alchólica elaborada a base de maíz fermentado y azúcar.
En la religión muisca, su agricultura y celebraciones de cosechas, realizadas a lo largo del calendario muisca, estaban protegidas por Chaquén y Nencatacoa. Los muisca comían una variedad de raíces y tubérculos e incluso tenían una palabra específica en su lengua chibcha para comerlos: bgysqua.

## Cocina muisca

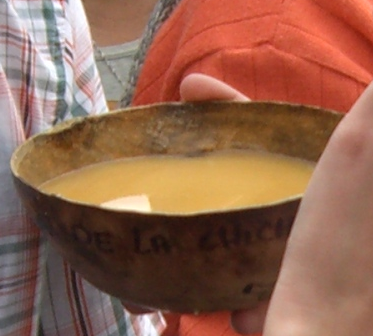
Chicha, bebida alcohólica elaborada a base de maíz y azúcar

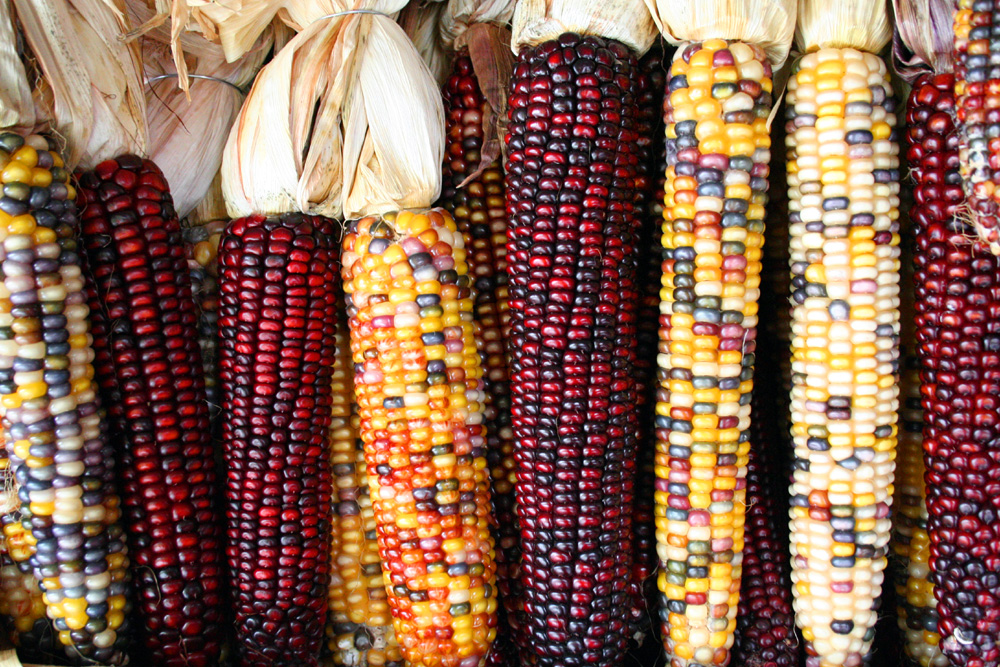
Aba, el maíz, principal producto de los muisca

Los muiscas cultivaron muchos cultivos diferentes en sus propias regiones, parte de la Confederación Muisca, y obtuvieron delicias culinarias más exóticas a través del comercio con los pueblos indígenas vecinos, siendo los más importantes; los Lache (algodón, tabaco, frutas tropicales, caracoles de mar), Muzo (esmeraldas, pescado del río Magdalena, acceso al oro, especias), Achagua (coca, plumas, yopó, pescado de la Cuenca de los Llanos, curare).
La variación climática de los territorios muiscas permitió la agricultura de diferentes cultivos. Javier Ocampo López describe la dieta muisca como predominantemente vegetariana: patatas, maíz, frijoles, mandioca, tomates, calabazas, pimientos y numerosas frutas. Los muisca también utilizaban granos conocidos hoy como quinua. Quybsa o Ají también fueron elaborados por los muiscas en la época precolombina, especialmente como especia para las comidas.
La base principal de la cocina muisca era el maíz, considerado un cultivo sagrado. Los muiscas tostaban el maíz, lo comían de la planta o lo convertían en palomitas de maíz. Los muiscas también elaboraban arepas con maíz; la primera presencia de la arepa en el Altiplano Cundiboyacense data de hace aproximadamente 3.000 años.

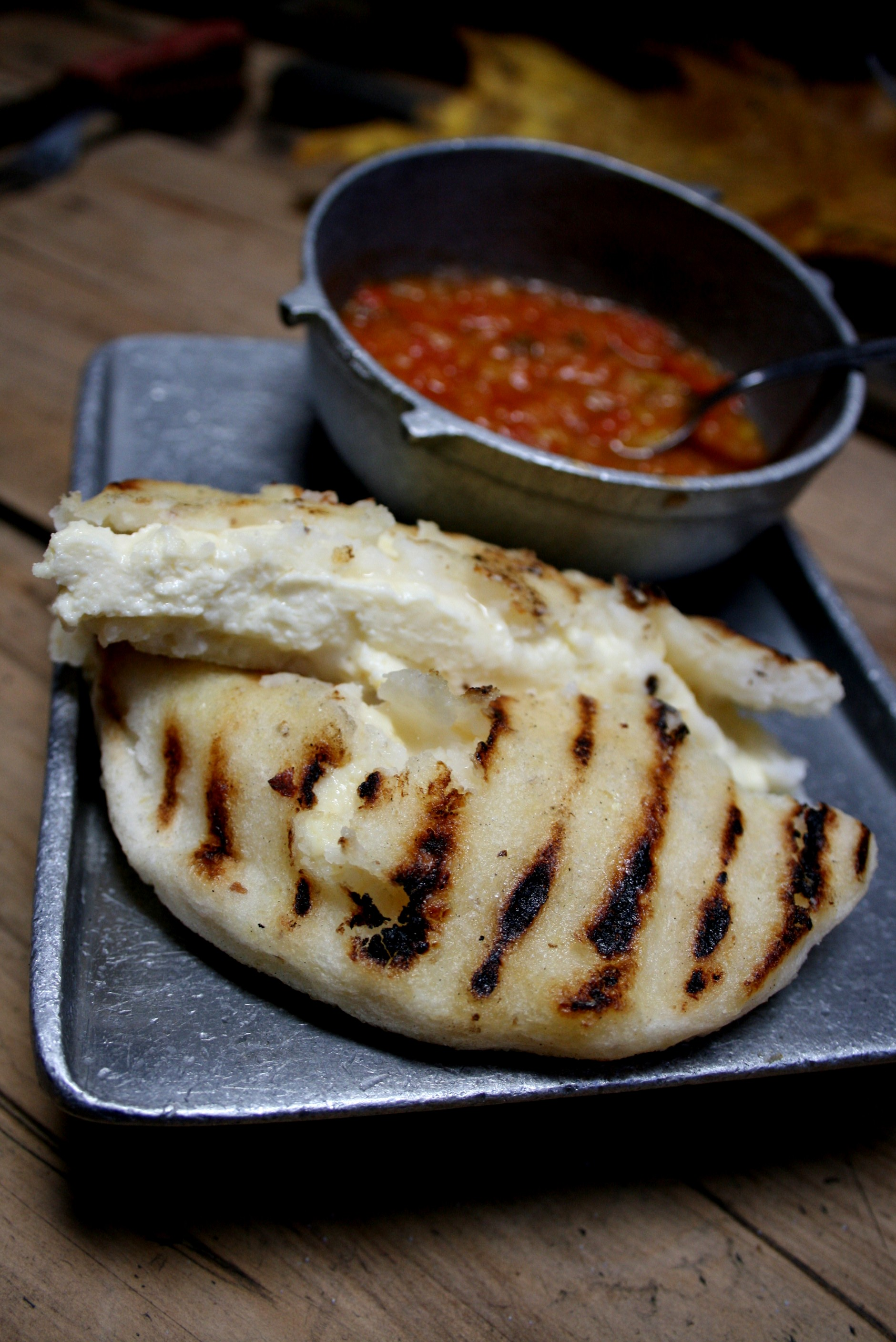
Arepa en Bogotá con salsa de Ají.

La carne principal era el cuy, endémico de Suramérica. En casos especiales comían llamas, alpacas, venados, chigüiros y peces de los ríos y lagos del Altiplano Cundiboyacense, del Magdalena y de Los Llanos mediante el comercio. Los muiscas bebían mucha chicha, una bebida alcohólica fermentada a base de maíz y azúcar, servida en vasijas de cerámica llamadas urdu o aryballus.
Se han analizado estudios paleodietéticos realizados en la sabana bogotana, donde se analizaron 18 esqueletos muiscas con edades históricas comprendidas entre los siglos VIII y X d. C. y 26 esqueletos de los siglos XII y XIII d. C., junto con el análisis de 10 momias de los guane, lache y muisca. Se demostró que alrededor del 60% de la alimentación del pueblo consistía en productos vegetales y el 40% en carne y especialmente pescado.
Después de la conquista española, el acceso a la carne se redujo drásticamente cambiando la dieta de los muiscas y otros grupos indígenas del centro de Colombia. Sin embargo, estudios realizados en Tunja, llamada Hunza en la época de los muisca, han demostrado que la gente no padecía desnutrición.

### Palabras para maíz

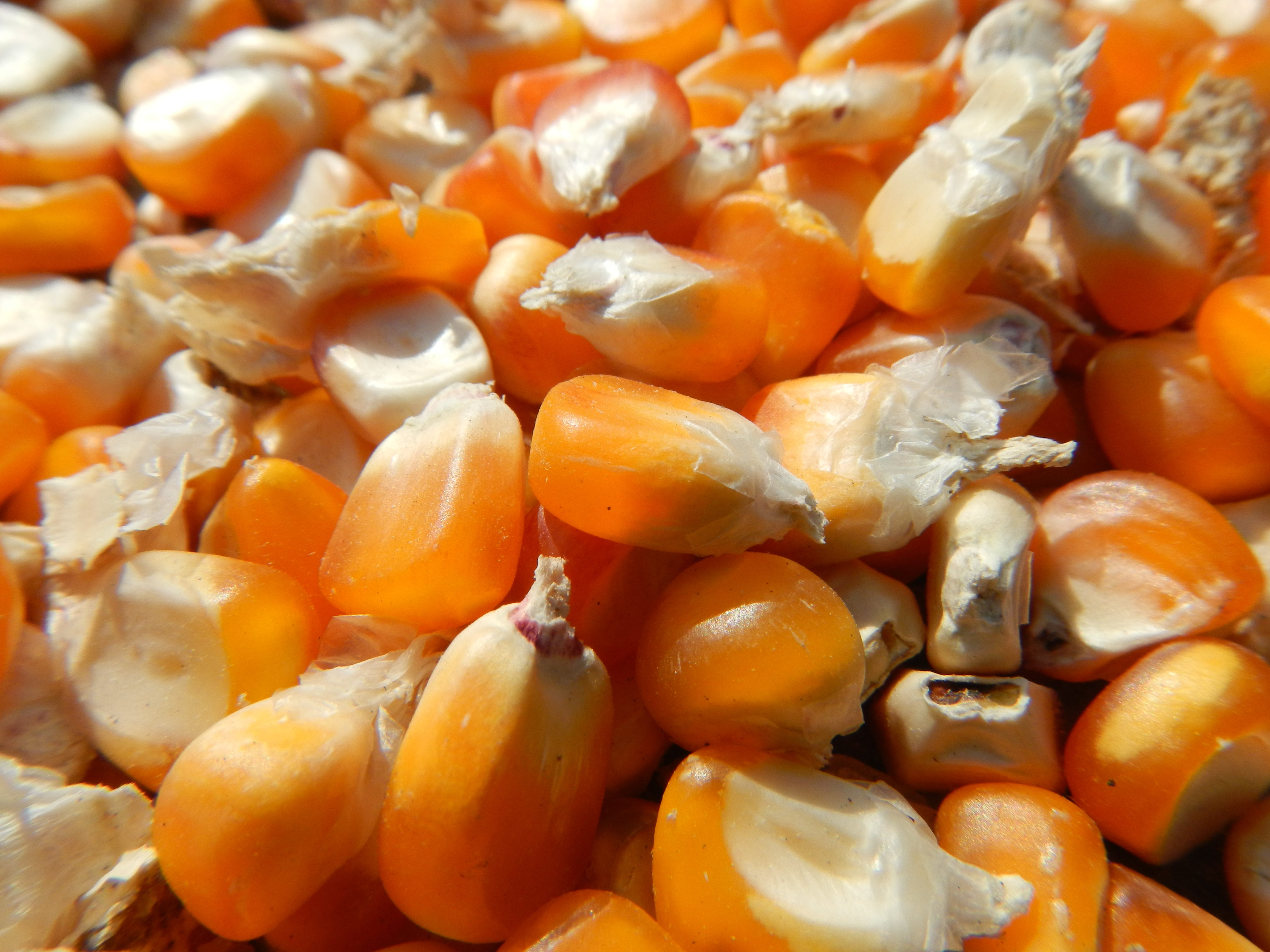
Agua, granos de maíz.

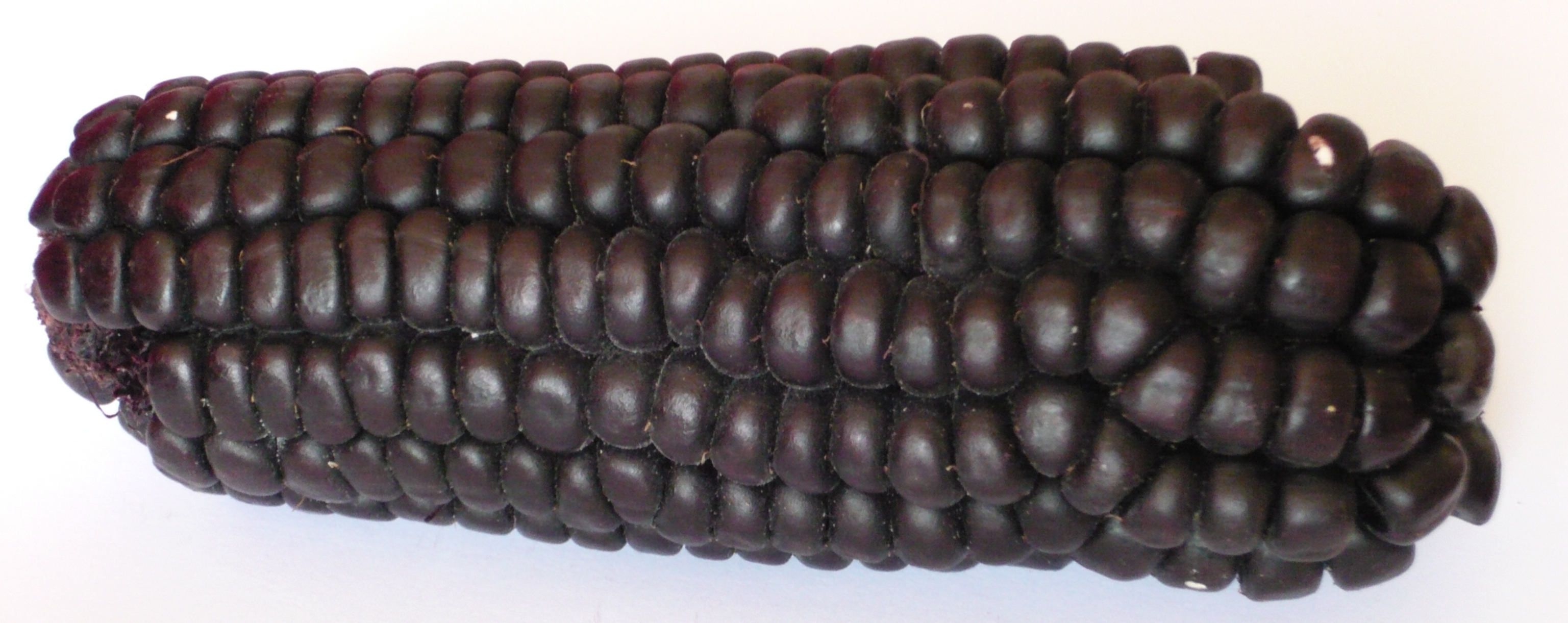
Chiscami, maíz morado

Como el maíz era el cultivo y alimento más importante para los muisca, su idioma (Muysccubun) tenía muchas palabras diferentes para el maíz, partes de la planta y los diferentes procesos y hábitos alimentarios.
| Muysccubun       | Inglés                  |
| ---------------- | ----------------------- |
| aba              | maíz                    |
| abqui            | tusa                    |
| abzie            | pelos de maíz           |
| fica             | hoja de maíz            |
| agua             | granos de maíz          |
| amne             | tallo de maíz           |
| abtiba           | maíz amarillo           |
| chiscami         | maíz morado             |
| fuquiepquijiza   | maíz blanco             |
| fusuamuy         | maíz medio color        |
| jachua           | maíz duro               |
| jichuami         | arroz maíz              |
| pochuba          | maíz de color suave     |
| sasami           | maíz coloreado          |
| amtaquin         | tallo de maíz seco      |
| amne chijuchua   | tallo de maíz verde     |
| absum            | semilla de maíz         |
| abitago          | excedente de maíz       |
| abquy            | maíz sin grano          |
| bcahachysuca     | quitando granos de maíz |
| bollo de mentira | rollo de maíz           |
| chochoca         | maíz sazonado           |

## Plantas

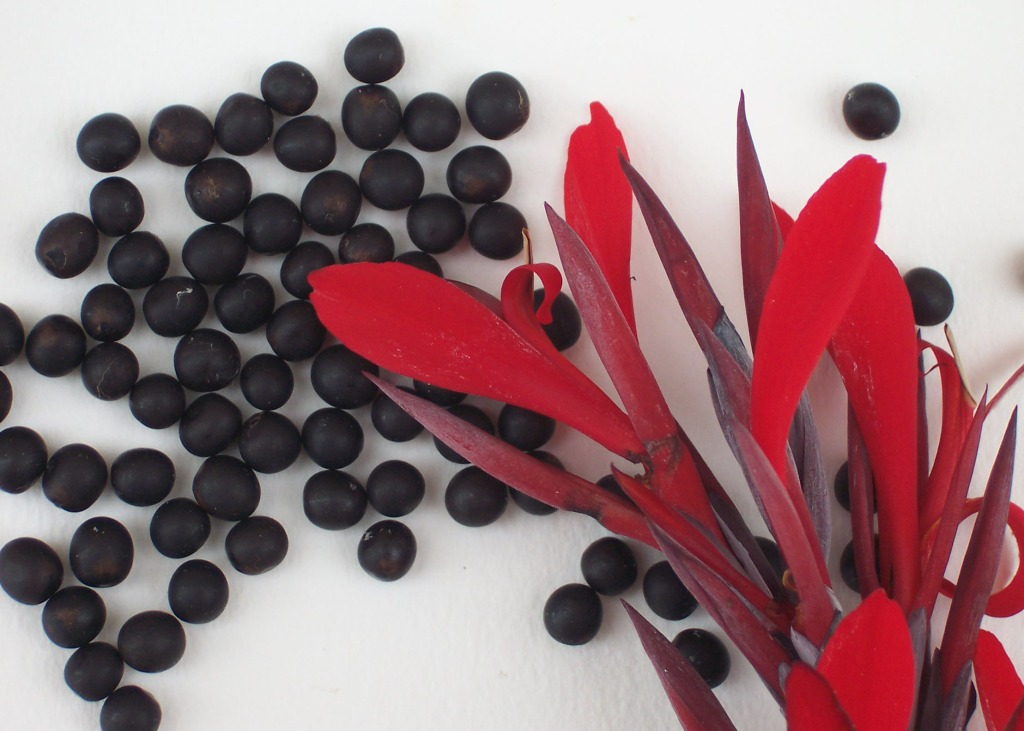
Achira

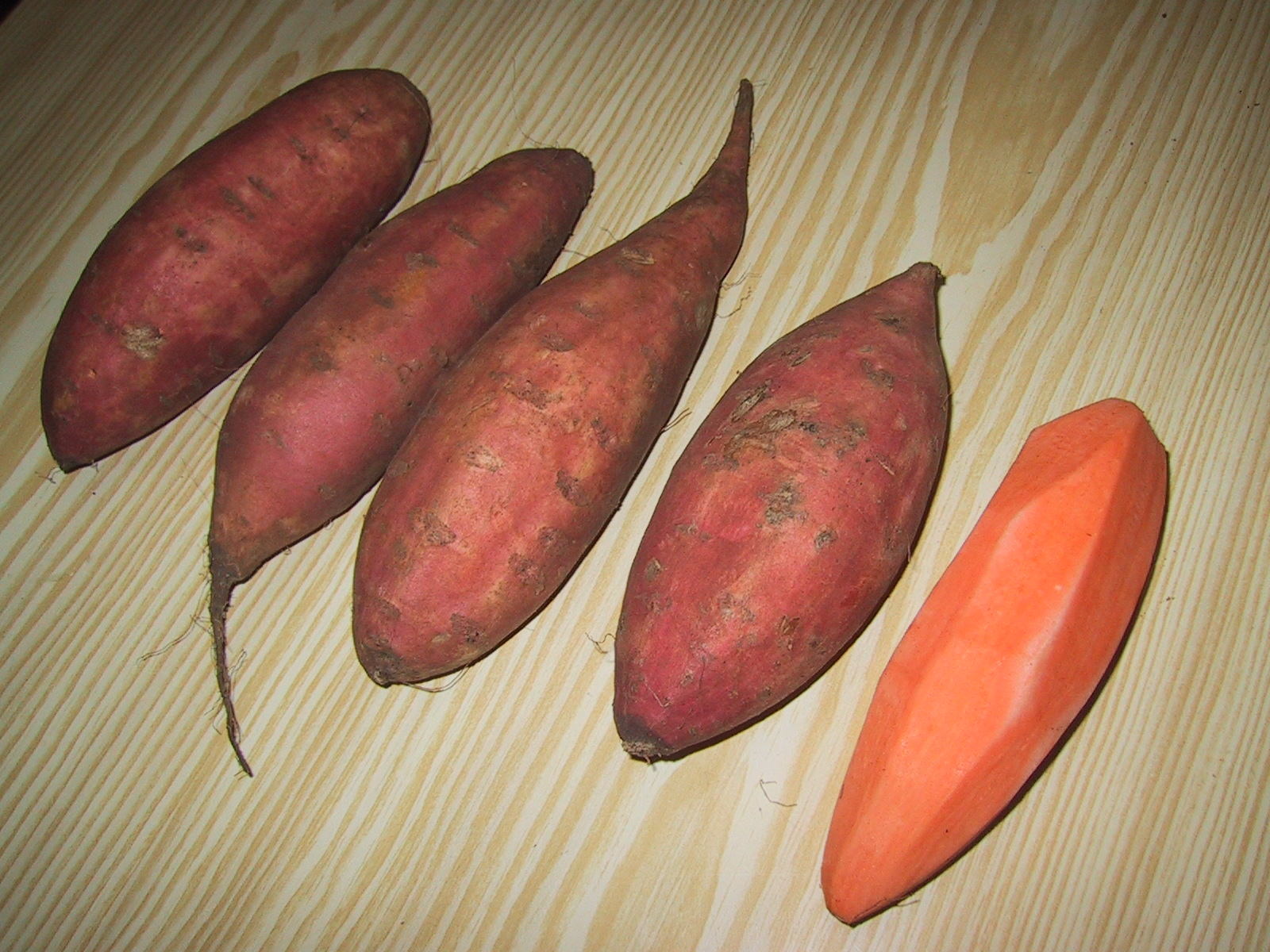
Papas dulces

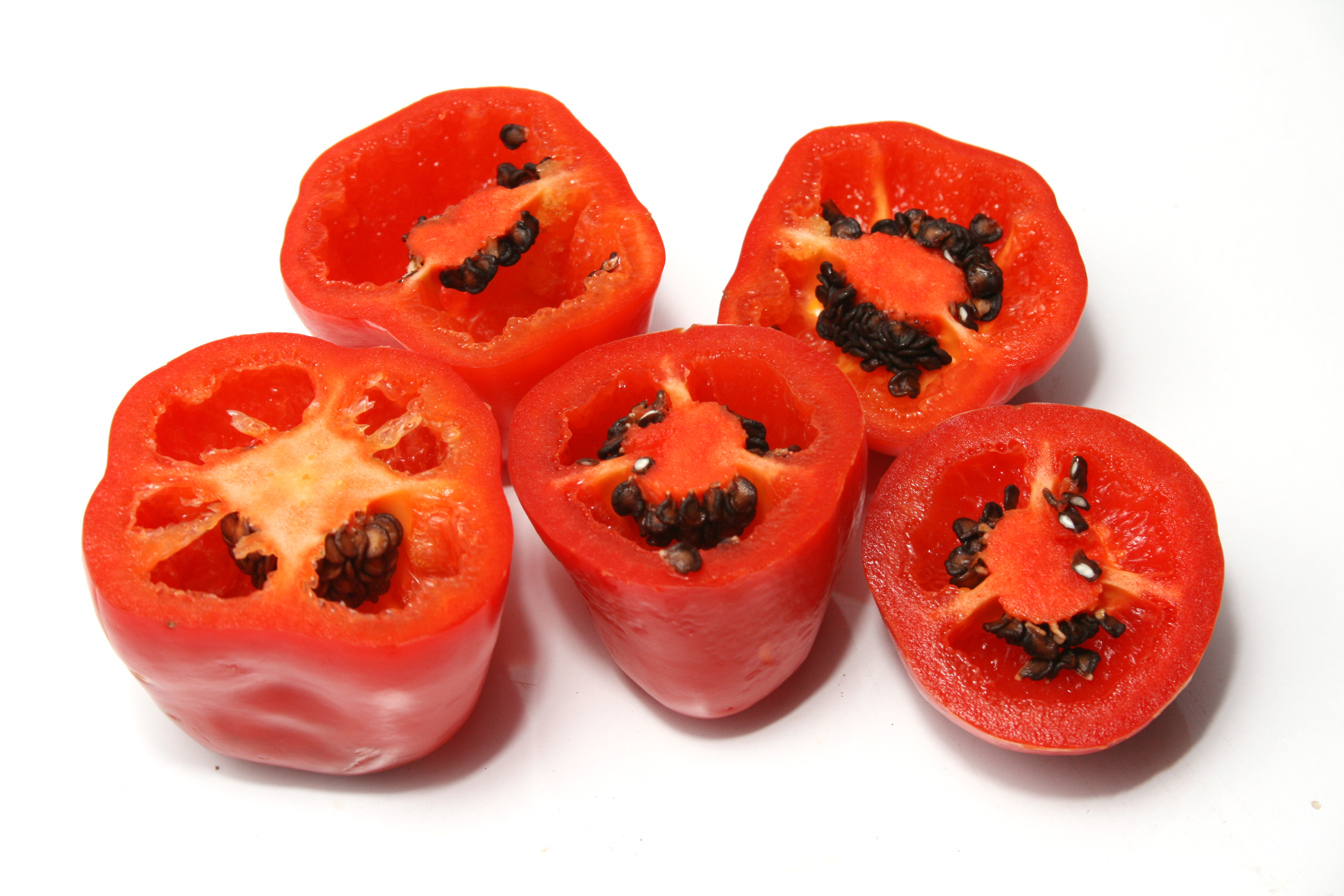
Rocoto o Capsicum pubescens

Los muisca cultivaban sus cultivos en los llamados camellones, superficies artificialmente elevadas que permitían regar suficientemente las raíces de los cultivos con una media de 700-1000 mm de lluvia al año y sistemas de drenaje que regulaban los niveles de agua.
Las principales plantas a cultivar fueron:
- Canna edulis o achira, una de las primeras plantas cultivadas en los Andes[8]
- Arracacia xanthorrhiza o arracacha, idealmente cultivada a altitudes de 1800 metros y superiores, utilizados en sopas, a la parrilla, hervidos, fritos o al horno[9]
- Tropaeolum tuberosum, idealmente cultivado en altitudes superiores a 3000 metros[10]
- Oxalis tuberosa — aunque esta raíz no es originaria de Colombia, fue utilizada por sociedades precolombinas en Cundinamarca y Boyacá, luego de ser introducida desde su lugar de origen en Perú, donde se encuentran la mayoría de las variedades[11]
- Ullucus tuberosus u olluco, utilizado en diversos platos tradicionales, todavía hoy[12]
- Smallanthus sonchifolius o yacón, que se come crudo, generalmente con un poco de sal, también se come tradicionalmente hoy en día[13]
- Solanum tuberosum, Solanum colombianum, Solanum andigens, Solanum rybinii y Solanum boyacense, diferentes tipos de papas formaban una parte menor de la dieta muisca; el maíz era más importante[13]
- Manihot esculenta o yuca, un tubérculo muy importante en la dieta de los indígenas sudamericanos, cultivado desde 1120 a. C. y sigue siendo uno de los ingredientes más importantes de la cocina colombiana y latinoamericana[14]
- Ipomoea batatas, camote, como se evidencia desde 3200 años antes presente en Zipacón[15]

### Granos y cereales
- Zea mays o maíz, el uso más antiguo del maíz data del 150 a. C. en Zipaquirá, 275 a. C. en Tequendama e incluso hasta el 2250 a. C.[16]
- Chenopodium quinoa, quinua, originaria del Perú, más de 5000 años antes del presente[17]
- Phaseolus vulgaris, frijol común, domesticado por primera vez en México, Centroamérica, Perú y Colombia[18]
- Arachis hipogaea, maní, cultivado en los Andes y en el Alto Magdalena[19]
- Erythrina edulis, llamada chachafruto o balú, crece en altitudes entre 1200 metros y 1800 metros[19]

### Frutas

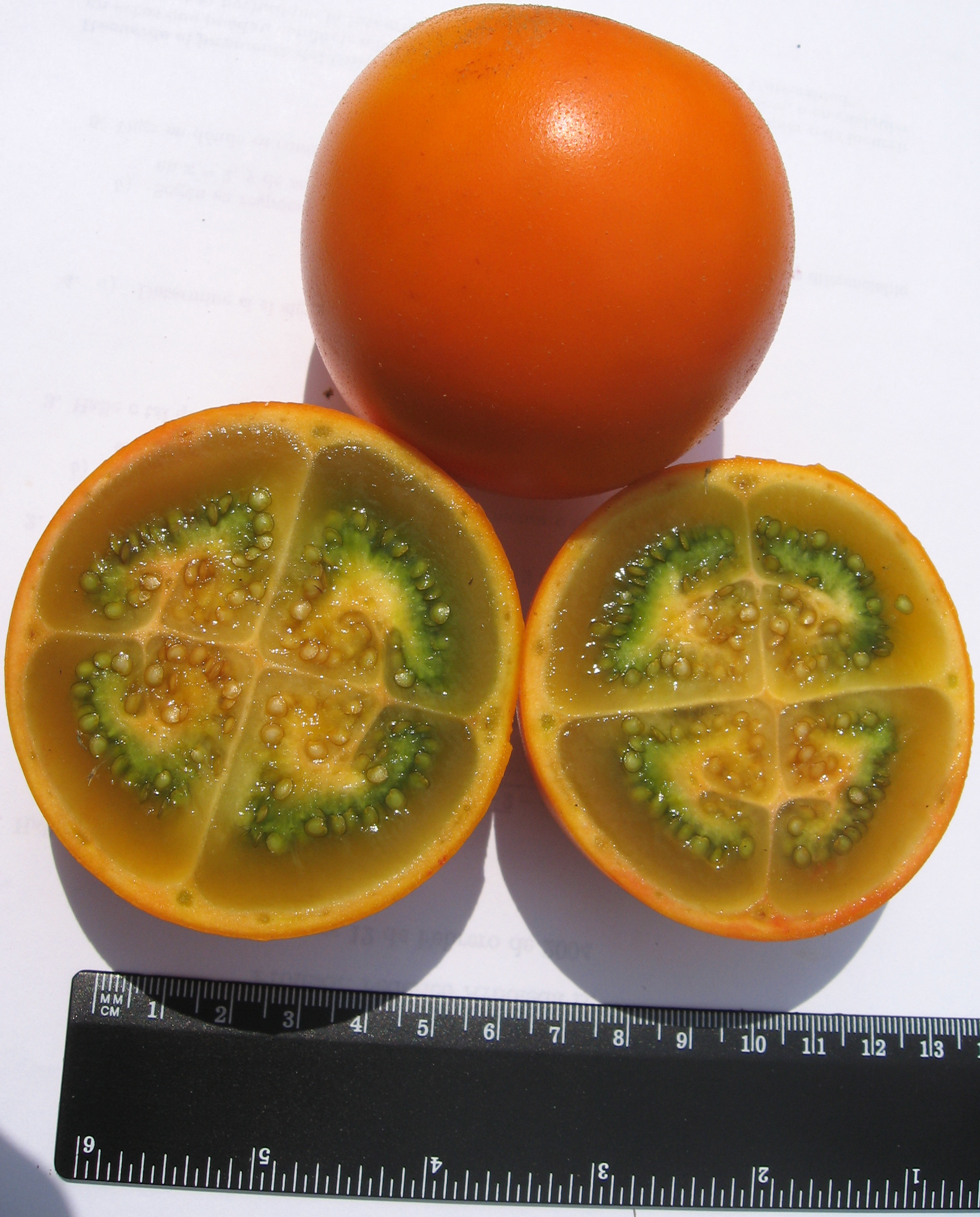
Lulo, fruta nacional de Colombia

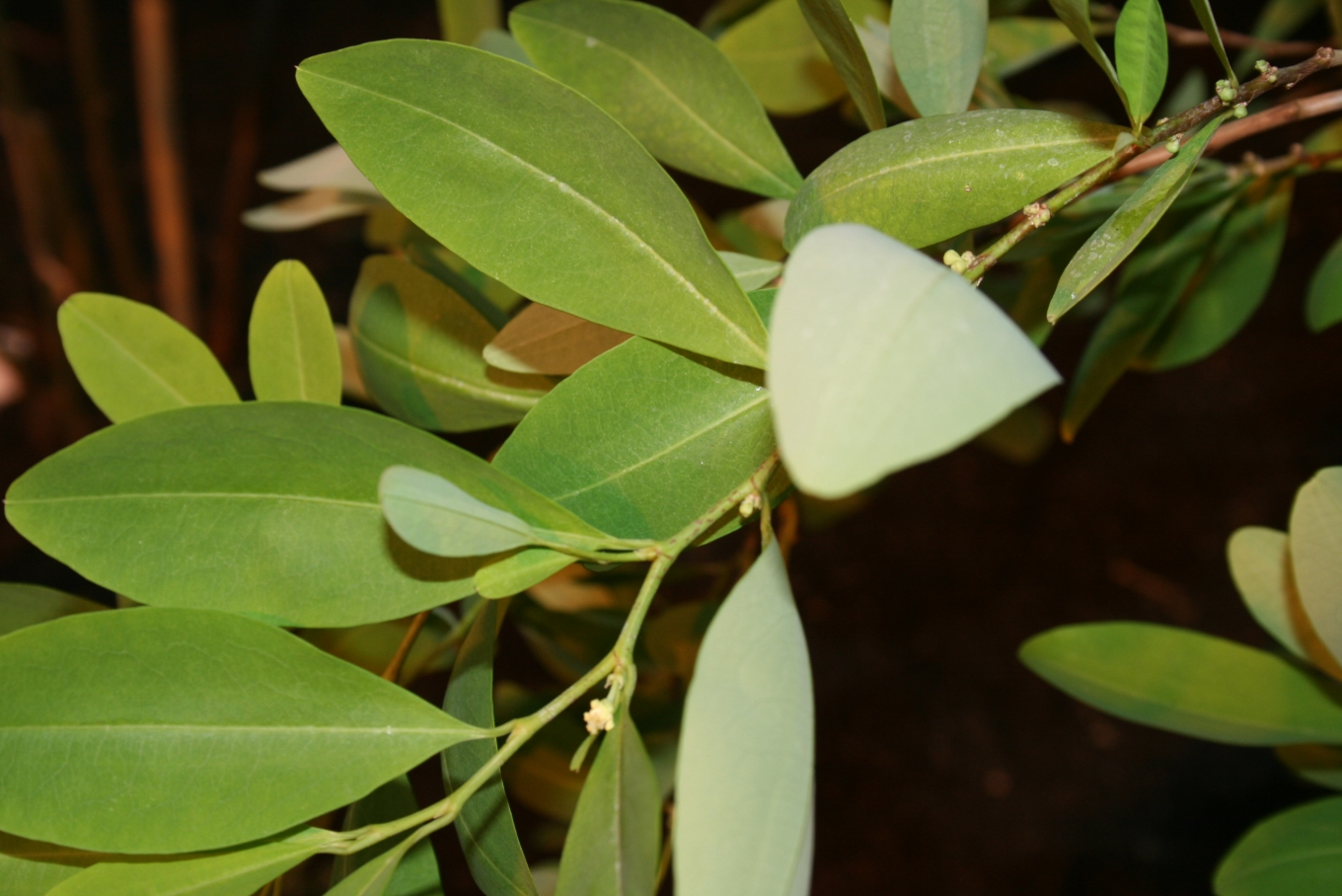
Hojas de coca

- Inga feuilleei, no se comían la semillas sino el fruto[20]
- Curcubita maxima y Curcubita pepo, calabazas, evidencia más antigua de Zipacón ya en 3860 a. C.[21]
- Pimiento sp, tales como C. pubescens, C. annuum, C. frutens, C. baccatum, pimientos eran comunes en las Américas y en Colombia, principalmente producto del comercio con el U'wa (Tunebos)[22][23]
- Ananás comosus, piña, ampliamente cultivado[24]
- Physalis peruviana o uchuva, fruta típica de Colombia, cultivada en altitudes superiores 2200 metros[25]
- Solanum quitoense o lulo, el fruto nacional de Colombia[26]
- Pasiflora, una amplia variedad de maracuyá,[27] tales como P. mixta, P. cumablensis, P. antioquiensis y P. ambigua y las especies más grandes P. quadrangularis[28]
- Persea americana o aguacate[29]
- Psidium guajava, guayaba[30]
- Cyphomandra betacea, tomate de árbol[31]
- Annona chirimola, A. muricata y A. escamosal[32]
- Carica o papaya[33]
- Vaccinium meridionale[34]
- Rubus glaucus, R. macrocarpo y R. adenotrichus[35]

### Hojas
- Galinsoga parviflora o guasca [36]
- Erythroxylum coca o coca [37]

## Carne

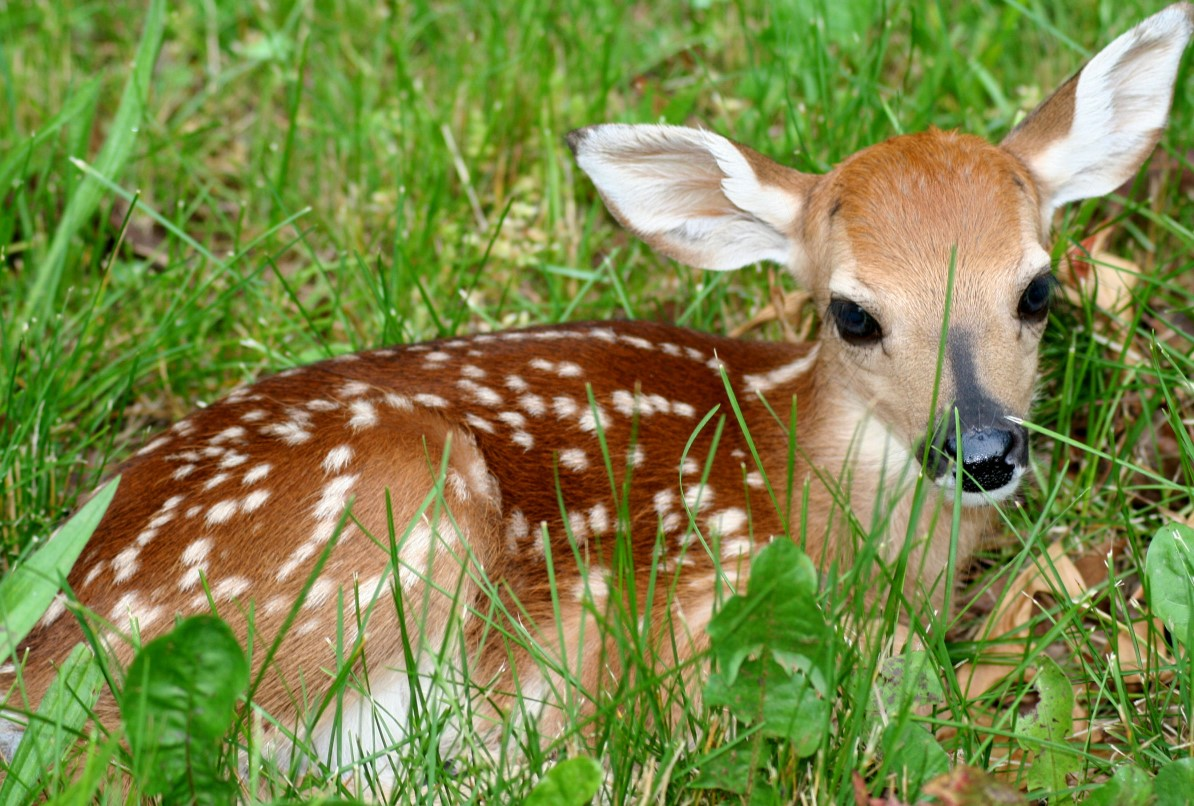
Venado de cola blanca

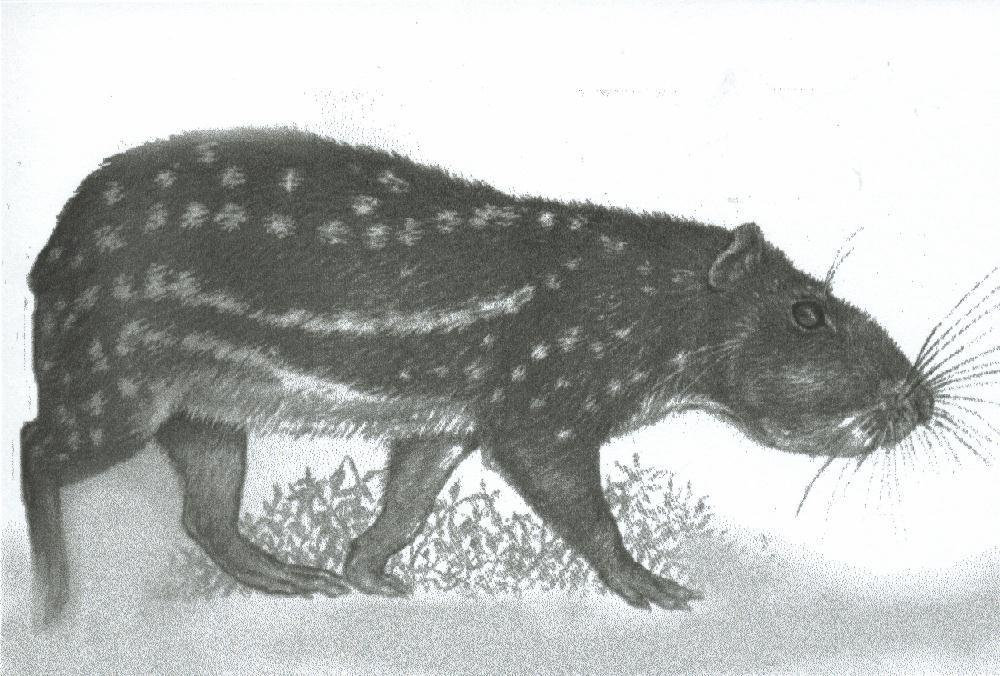
Paca de montaña

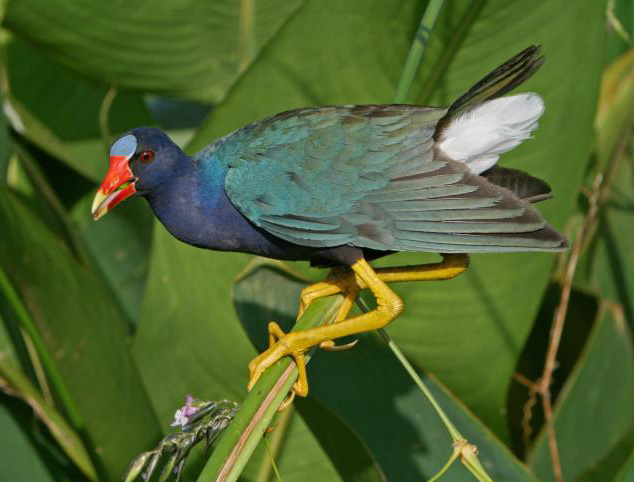
Gallina morada

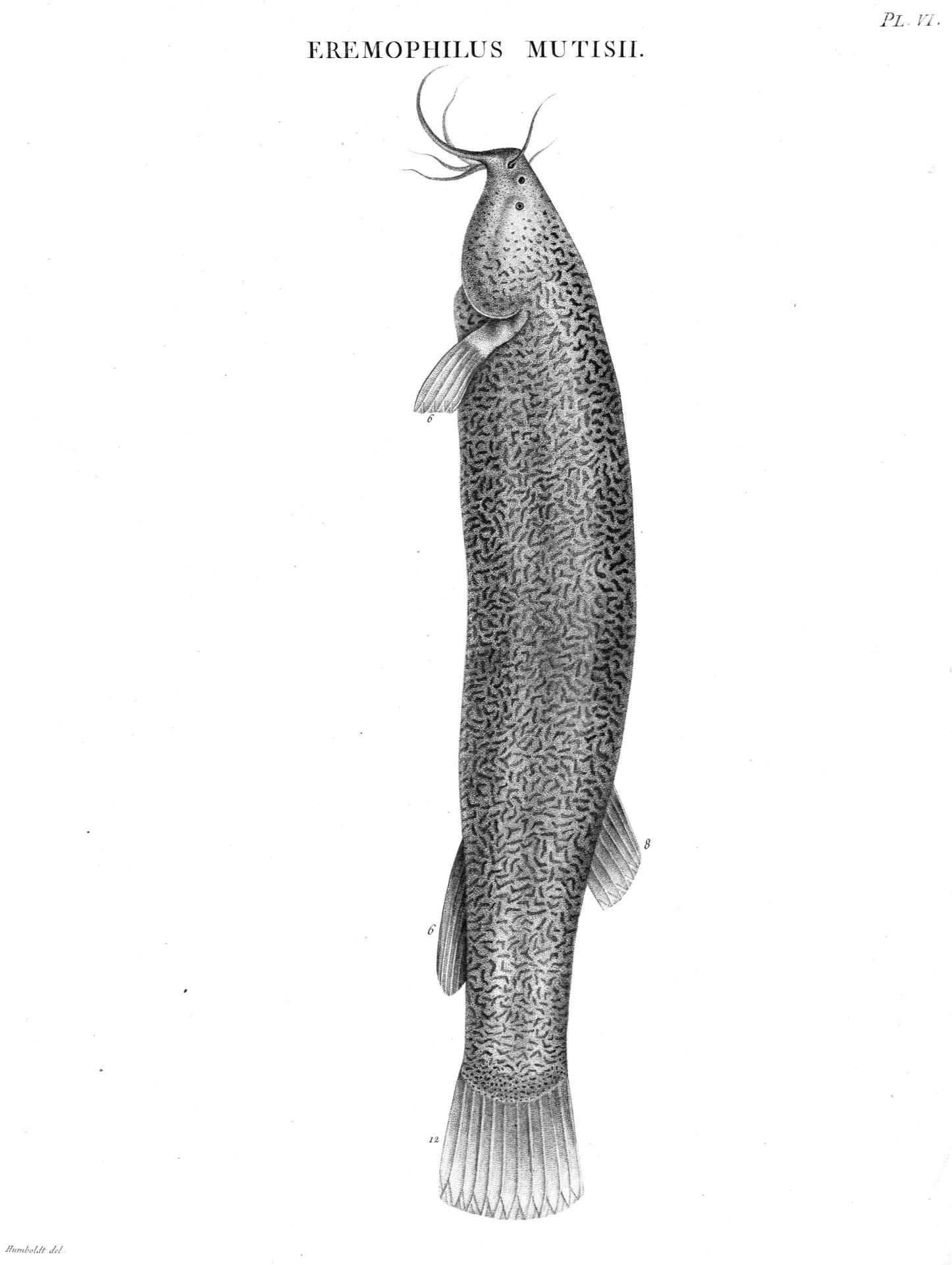
Eremophilus mutisii

### Mamíferos
- Cavia porcellus, o cuy, ampliamente domesticada en territorios muiscas[38]
- Odocoileus virginianus, Mazama rufina, M. americana y M. goazoubira, especies de ciervos[39]
- Cuniculus taczanowskii, o paca de montaña [40]
- Armadillos [5]
- Chuigüiro, comercializado con Achagua hacia Llanos Orientales

### Aves
Como Colombia tiene la mayor biodiversidad de aves del mundo, éstas formaban parte de su gastronomía, principalmente:
- Zampullín colombiano
- Pato zambullidor
- Pato zambullidor grane
- Suirirí piquirrojo
- Pato maicero de la isla San Pedro
- Pato colorado
- Pato morado
- Gallineta pintada
- Calamoncillo americano
- Loro orejiamarillo
- Perdiz santanereana
- Tórtola sabanera

### Pez
- Eremophilus mutisii [42]

### Insectos
- Termitas [43]
- Hormiga culona[43]
- Chizas, larvas de escarabajos [43]
- Cucarrones[43]
- Gusanos[43]

## Procesamiento y preparación de alimentos.
Utilizando el abundante carbón de los territorios muiscas, calentaban sus hornos y cocinaban sus alimentos.

### Hábitos alimenticios
Los muiscas se sentaban en el suelo para comer. No usaban cubiertos, comían con las manos. La comida se servía sobre hojas o en vasijas de cerámica.

## Otras Lecturas
- Cocina azteca
- Cocina maya
- Concina inca